# Germán Vidal
Germán Evaristo Vidal (Concordia, 26 de octubre de 1869 - ?) fue un político y abogado argentino, perteneciente a la Unión Cívica Radical Antipersonalista, que ocupó en dos oportunidades el cargo de gobernador del Territorio Nacional de Santa Cruz entre 1916 y 1918 designado por Hipólito Yrigoyen y entre 1923 y 1929, designado por Marcelo T. de Alvear.

## Biografía
Había sido juez del Territorio Nacional de Santa Cruz, y fue el primer gobernador que residía en la provincia al momento de su designación.
En su primera designación se construyeron caminos y escuelas. Tras su salida fue Jefe de la Policía del Territorio Nacional y secretario de la gobernación, y comenzó su oposición al gobernador designado por Yrigoyen acusándolo de malversación de fondos.
Para su segunda gestión se mejoró la infraestructura portuaria y la Dirección General de Tierras. También aumentó considerablemente las explotaciones ganaderas, con más de mil estancias con cerca de siete millones de ovinos. Una calle en Río Gallegos lleva su nombre.